# Межигорье (село)
Межигорье (укр. Межигір'я) — село в Борынской поселковой общине Самборского района Львовской области Украины.
Население по переписи 2001 года составляло 349 человек. Занимает площадь 1,4 км². Почтовый индекс — 82549. Телефонный код — 3269.

## История
В 1946 г. указом ПВС УССР село Молдавское переименовано в Межигорье.